# Galatsi
Galatsi (gr. Γαλάτσι) – miasto w Grecji, w administracji zdecentralizowanej Attyka, w regionie Attyka, w jednostce regionalnej Ateny-Sektor Centralny. Siedziba i jedyna miejscowość gminy Galatsi. W 2011 roku liczyło 59 345 mieszkańców. Położone w granicach Wielkich Aten.